# Patrice Abbou
Patrice Abbou (ur. 15 kwietnia 1967 w Lyonie) – francuski aktor filmowy i teatralny.

## Wybrana filmografia
- 1989: Roselyne i lwy (Roselyne et les lions) jako Ben Jemoul
- 1993: Żądza pieniądza (La Soif de l'or) jako lodziarz
- 2001: Belfegor – upiór Luwru jako barman
- 2006: Wymarzony domek jako barman w bistro